# Grafschaft Astarac

Südwestfrankreich (Gascogne) im hohen Mittelalter.

Die südfranzösische Region Astarac war im Mittelalter eine Grafschaft und bestand aus dem nördlichen Teil des heutigen Départements Hautes-Pyrénées und aus dem südlichen Teil des heutigen Départements Gers. Hauptort der Grafschaft war Mirande. Im Norden grenzte sie an die Grafschaften Fézensac und Armagnac, im Osten an Comminges, im Süden an die Quatre-Vallées und im Westen an Bigorre.
Die Grafschaft entstand nach der Teilung des Herzogtums Gascogne unter den drei Söhnen des Herzogs García des Krummen, 926. Während der älteste, Sancho IV., den größten Teil des Herzogtums behielt, wurden für die beiden jüngeren eigene Grafschaften eingerichtet. Wilhelm García erhielt Fézensac und Arnaud García bekam Astarac.

## Liste der Grafen von Astarac

### Erstes Grafenhaus
- 926–960: Arnaud I. García
- 960–1000: Garcia Sohn
- 1000–1023: Arnaud II. Sohn
- 1023–1040: Wilhelm I. Sohn
- 1040–1083: Sancho I. Sohn
- 1083–???? Wilhelm II. Sohn
- ????–1142: Bernard I. Bruder
- 1142–1174: Sancho II. Sohn
- 1142–1174: Bohemund Bruder

Wappen der Grafen von Astarac

- 1174–1182: Bernard II. Sohn von Sancho II.
- 1182–1183: Bohemund
- 1183–????: Marquesa Tochter
- 1183–1200: Beatrix Schwester

### Zweites Grafenhaus
- 1200–1233: Centulle I. Sohn von Gräfin Beatrix und des Roderic
- 1233–1249: Centulle II. Sohn
- 1249–1291: Bernard III. Bruder
- 1291–1300: Centulle III. Sohn
- 1300–1324: Bernard IV. Sohn
- 1324–1326: Bernard V. Sohn
- 1326–1331: Amanieu  Bruder
- 1331–1368: Johann I. Sohn
- 1368–1410: Johann II. Sohn
- 1410–1458: Johann III. Sohn
- 1458–1511: Johann IV. Sohn
- 1511–1569: Marthe Tochter

### Haus Grailly
- ????–1528: Karl Sohn von Gräfin Marthe und des Gaston III. de Grailly, Captal de Buch
- 1528–1528: Johann V. Bruder
- 1528–1571: Friedrich Bruder
- 1571–1571: Johann VI. Sohn
- 1571–1572: Heinrich Bruder
- 1572–1593: Margarethe Tochter